# 1548
Năm 1548 (MDXLVIII) là một năm nhuận bắt đầu vào Chủ Nhật trong lịch Julius.